# Concetta Flore
Concetta Flore (Roma, 1962) è un'artista naturalista italiana.

## Biografia
Concetta Flore è figlia di un magistrato italiano e di una pittrice inglese. Diplomata all'Accademia di Belle Arti di Roma, si dedica all'illustrazione e all'interpretazione artistica della natura, con una particolare sensibilità per la salvaguardia dell'ambiente. Nel corso degli anni ha collaborato con il WWF, il Corpo Forestale dello Stato, il Parco Nazionale d’Abruzzo, il Parco Naturale della Maremma, il Bioparco di Roma, il CEA Litorale romano, il CTS Ambiente, l'Agenzia Regionale dei Parchi del Lazio, l'ARPA Sicilia, la Riserva Marina di Miramare, il Parco della Riviera di Ulisse, il Museo di Scienze Naturali di Roma, la Tenuta Presidenziale di Castelporziano, il Centro visite nella Riserva Naturale di Torre Guaceto, il Museo del Cervo sardo al Parco dei Settefratelli e il Museo del Muflone a Montarbu.
Ha illustrato il Taccuino Biowatching 3 "Scopri la natura nelle isole dell'Arcipelago Toscano" per il PNAT, la Guida ai Parchi d'Europa di Mondadori,e l'Atlante degli animali del Corriere della Sera. Ha collaborato con La Repubblica per l'inserto culturale "Mercurio", con il Sistema Bibliotecario dei Castelli Romani, con L'Istituto del Catalogo e della Documentazione del MiBAC; per i bambini ha illustrato i libri "Animali amici miei", "Animali intorno a noi"  "Gioca e impara" per De Agostini ragazzi; "Uccelli del Parco del Circeo, e "B come Biodiversità", ARP Regione Lazio; "Ul il dritto" Ed.Era Nuova, "Oreste, una storia per conoscere la natura" Pandion ed.; partecipa alla realizzazione di "Radici",di Franco Cosimo Panini Editore; per la Q8 Petroli realizza negli anni 90 le immagini per le figurine raccolta punti " Animali da salvare" e "La scoperta delle Americhe".
Dal 2017 al 2020 è Presidente dell'Aipan (Associazione Italiana per l'Arte Naturalistica) e dal 2000 membro del movimento Ars et Natura, fondato insieme ad un gruppo di artisti naturalisti fra cui Fabrizio Carbone, Federico Gemma, Graziano Ottaviani, Alessandro Troisi, Stefano Maugeri, Massimiliano Lipperi, e Marco Preziosi.